# Лёгкая атлетика на летних Олимпийских играх 2020 — бег на 1500 метров (женщины)
Соревнование в беге на 1500 метров среди женщин на летних Олимпийских играх 2020 года проходили с 2 по 6 августа 2021 года на Японском национальном стадионе. В соревнованиях приняли участие 45 спортсменок из 25 стран.
Кенийская бегунья Фейт Кипьегон успешно защитила свой титул 2016 года, став второй женщиной, выигравшей два олимпийских золота на дистанции 1500 метров. Первой двукратной олимпийской чемпионкой на этой дистанции была Татьяна Казанкина. Кипьегон с победным временем 3:53.11 побила олимпийский рекорд 33-летней давности, установленный Паулой Иван на Играх 1988 года в Сеуле. Серебряная медаль досталась британке Лоре Мьюр, а бронза досталась Сифан Хассан из Нидерландов.

## Медалисты
| Золото              | Серебро                  | Бронза                  |
| Фейт Кипьегон Кения | Лора Мьюр Великобритания | Сифан Хассан Нидерланды |

## Ход турнира
Чемпионка мира 2019 года Сифан Хассан перед турниром объявила о своем намерении попытаться выиграть три забега на Олимпийских играх на 1500, 5000 и 10 000 метров.
Главным конкурентом Хассан была кенийка Фейт Кипьегон олимпийская чемпионка, чемпионка мира 2017 года и вице-чемпионка 2019 года.
Первый квалификационный забег выиграла Габриэла Дебюс-Стаффорд из Канады немного от неё отстала Лора Мьюр.
Во второй квалификации в начале заключительного круга в середине группы Клаудия Бобочеа споткнулась и сбила с ритма бегуний в конце группы, в результате этого Эдина Джебиток споткнувшись и потеряв равновесие, упала. Бегущая в шаге позади нее Хассан споткнулась и также упала на трассу. Хассан быстро встала на ноги и побежала за убегающими вперед 14 спортсменами и не только вернулась в квалификацию, но и выиграла забег.
Позже в тот же вечер Сифан Хассан стала олимпийской чемпионкой, выиграв на дистанции 5000 метров. Позже решением судей Эдина Джебиток получил место в полуфинале.
Самое быстрое время в квалификации было показано Кипьегон, победившей в третьем забеге.
В полуфинале также не обошлось без падений, когда Винни Чебет споткнулась на втором круге и во время ее падения уронила Кори Макги. Травмированная Макги финишировал 10-й, но судейским решением получила место в финале. Полуфинал же выиграл с самым быстрым результатом Кипьегон за 3:56.80, показав третье время в олимпийской истории. Преследуя кенийку, 4 бегуньи выбежали из 4 минут, а Джессика Халл установила еще и континентальный рекорд Океании. Второй полуфинал прошел без сенсаций Хассан выиграл за 4:00.23, опередила в забеге финишировавшей второй Лору Мьюр и третей Линден Холл.
В начале финального забега группу возглавила Габриэла Дебюс-Стаффорд. Хассан, используя свою тактику, опустилась в заднюю часть группы, также переместились в хвост группы Кипьегон и Мьюр для контроля забега. Через полкруга в гонке Хасан выбежала вперед, чтобы захватить лидерство, а Кипьегон и Мьюр последовали за ней. Хасан сразу установила быстрый темп, завершив первые два круга за 2:07.0. Перед звоном колокола лидеры расположились в таком порядке Хассан, Кипьегон, Мьюр и ДеБюэса-Стаффорд остальные бегуньи отстали. На предпоследнем повороте Кипьегон бежала плечо к плечу с Хассан, а на прямой Кипьегон обошла Хассана. В последнем поворот Кипьегон начала оторваться, а Мьюр снаружи попыталась обогнать Хассан и наконец, обойдя ее незадолго до конца поворота. Кипьегон завоевал золото со временем 3:53.11, побив старый олимпийский рекорд, установленный в 1988 году Паулой Иван. Лора Мьюр в третий раз на турнире финишировала на втором месте и завоевала серебряную медаль с новым национальным рекордом 3:54.20. Хасан завершил подиум со временем 3:55.86.

## История
Соревнование в беге на 1500 метров среди женщин на Олимпийских играх 2020 года проводиться в 13 раз. Впервые было проведено на Олимпийских играх 1972 года.

## Квалификация
Квалификационный стандарт на Олимпийские игры 2020 для бегунов на 1500 метров установлен 4: 04.20. Стандарт был установлен с целью включения в турнир спортсменов выполнившие на квалификационных соревнованиях установленный норматив, но которые не смогли пройти квалификацию по итогам мирового рейтинга ИААФ. Мировые рейтинги, основанные на расчете среднего из пяти лучших результатов спортсмена за квалификационный период с учетом сложности уровня соревнований. Данные условия для отбора спортсменов использоваться, пока не будет достигнуто ограничение в 45.
Квалификационный период первоначально был установлен с 1 мая 2019 года по 29 июня 2020 года. Из -за пандемии коронавирусной инфекции в период с 6 апреля 2020 года по 30 ноября 2020 года соревнования был приостановлены и дата окончания продлена до 29 июня 2021 года. Дата начала квалификации по итогам мирового рейтинга также была изменена с 1 мая 2019 г. на 30 июня 2020 г. Спортсмены, выполнившие квалификационный стандарт в течение этого времени, были квалифицированы, а провести отбор по мировому рейтингу было не возможно из-за отсутствия легкоатлетических турниров. ИААФ изменил требование к расчету мирового рейтинга, включив соревнования, как на открытом воздухе, так и в помещении, а также последний региональный чемпионат был засчитан, даже если он проведен не во время квалификационного периода.
Национальный олимпийский комитет (НОК) может заявить не более 3 квалифицированных спортсменок в забеге 1500 метров. Если все спортсменки соответствуют начальному квалификационному стандарту или прошли квалификацию путем ранжирования мирового рейтинга в течение квалификационного периода. (Ограничение в 3 было введено на Олимпийском Конгрессе в 1930 г.)
23 бегуна прошли квалификацию по установленному нормативу; 20 — по позициям мирового рейтинга и 1 — НОК использовали свое универсальное место и ввели одного спортсмена, так как у них нет спортсменов, соответствующих стандарту входа на легкоатлетическое мероприятие — в беге на 1500 метров среди женщин.

## Рекорды
Мировой и олимпийский рекорды до начала летних Олимпийских игр 2020 года:
| Мировой рекорд     | Гензебе Дибаба (ETH) | 3:50.07 | Фонвьей | 17 июля 2015     |
| Олимпийский рекорд | Паула Иван (ROU)     | 3:53.96 | Сеул    | 26 сентября 1988 |

В ходе этого соревнования были установлен новый олимпийский рекорд:
| Мировой рекорд     | Гензебе Дибаба (ETH) | 3:50.07 | Фонвьей | 17 июля 2015   |
| Олимпийский рекорд | Фейс Кипьегон (KEN)  | 3:53.11 | Токио   | 6 августа 2021 |

## Формат и календарь турнира
В соревнованиях по-прежнему использовался формат отборочных соревнований из трех основных раундов, введенный в 2012 году.
Время Олимпийских объектов местное (Япония, UTC+9)
| Дата                        | Время | Раунд     |
| --------------------------- | ----- | --------- |
| Понедельник, 2 августа 2021 | 09:00 | Раунд 1   |
| Среда, 4 августа 2021       | 18:30 | Полуфинал |
| Пятница, 6 августа 2021     | 21:50 | Финал     |

## Результаты

### Раунд 1
Квалификационные правила: первые 6 в каждом забеге (Q) и дополнительно 6 с лучшими показанными результатами из всех забегов (q) проходят в полуфинал.

#### Забег 1
| Место | Спортсмен               | НОК            | Время   | Примечание |
| ----- | ----------------------- | -------------- | ------- | ---------- |
| 1     | Габриэла Дебюс-Стаффорд | Канада         | 4:03.70 | Q          |
| 2     | Лора Мьюр               | Великобритания | 4:03.89 | Q          |
| 3     | Винни Чебет             | Кения          | 4:03.93 | Q          |
| 4     | Сара Куйвасто           | Финляндия      | 4:04.10 | Q, NR      |
| 5     | Фревейни Хайлу          | Эфиопия        | 4:04.12 | Q          |
| 6     | Кристийна Мяки          | Чехия          | 4:04.55 | Q, PB      |
| 7     | Марта Перес             | Испания        | 4:04.76 | Q, PB      |
| 8     | Кори МакГи              | США            | 4:05.15 | Q          |
| 9     | Элиза Вандерелст        | Бельгия        | 4:05.63 | Q          |
| 10    | Кира Магиан             | Ирландия       | 4:07.29 |            |
| 11    | Федерика Дель Буоно     | Италия         | 4:07.70 | SB         |
| 12    | Лаура Гальван           | Мексика        | 4:08.15 |            |
| 13    | Саломе Афонсу           | Португалия     | 4:10.80 |            |
| 14    | Джорджия Гриффит        | Австралия      | 4:14.43 | SB         |
| 15    | Ханна Кляйн             | Германия       | 4:14.83 |            |

#### Забег 2
| Место | Спортсмен            | НОК                          | Время          | Примечание |
| ----- | -------------------- | ---------------------------- | -------------- | ---------- |
| 1     | Сифан Хассан         | Нидерланды                   | 4:05.17        | Q          |
| 2     | Джессика Халл        | Австралия                    | 4:05.28        | Q          |
| 3     | Элль Пурье Сент Пьер | США                          | 4:05.34        | Q          |
| 4     | Гайя Саббатини       | Италия                       | 4:05.41        | Q          |
| 5     | Лемлем Хайлу         | Эфиопия                      | 4:05.49 (.485) | Q          |
| 6     | Диана Мезулианикова  | Чехия                        | 4:05.49 (.490) | Q, PB      |
| 7     | Реви Уолкотт-Нолан   | Великобритания               | 4:06.23        | PB         |
| 8     | Эстер Герреро        | Испания                      | 4:07.08        |            |
| 9     | Ран Урабе            | Япония                       | 4:07.90        | PB         |
| 10    | Наталья Хоуторн      | Канада                       | 4:08.04        |            |
| 11    | Клаудия Бобочеа      | Румыния                      | 4:09.19        |            |
| 12    | Эдина Джебиток       | Кения                        | 4:10.72        | qR         |
| 13    | Айша Праут-Леер      | Ямайка                       | 4:15.31        |            |
| 14    | Анжелина Лохалит     | Олимпийская сборная беженцев | 4:31.65        | PB         |
| 15    | Мария Пия Фернандес  | Уругвай                      | 4:59.56        |            |

#### Забег 3
| Место | Спортсмен       | НОК            | Время   | Примечание |
| ----- | --------------- | -------------- | ------- | ---------- |
| 1     | Фейт Кипьегон   | Кения          | 4:01.40 | Q          |
| 2     | Винни Наньондо  | Уганда         | 4:02.24 | Q          |
| 3     | Линден Холл     | Австралия      | 4:02.27 | Q          |
| 4     | Нодзоми Танака  | Япония         | 4:02.33 | Q, NR      |
| 5     | Хизер Маклин    | США            | 4:02.40 | Q          |
| 6     | Кэти Сноуден    | Великобритания | 4:02.77 | Q, PB      |
| 7     | Люсия Стаффорд  | Канада         | 4:03.52 | Q, PB      |
| 8     | Мартина Галант  | Польша         | 4:05.03 | Q, PB      |
| 9     | Катерина Гранц  | Германия       | 4:06.22 | Q, SB      |
| 10    | Марта Пен       | Португалия     | 4:07.33 | qJ         |
| 11    | Сара Хейли      | Ирландия       | 4:09.78 |            |
| 12    | Дирибе Велтеджи | Эфиопия        | 4:10.25 |            |
| 13    | Симона Врсалова | Чехия          | 4:19.46 |            |
| —     | Зурах Али       | Джибути        | DNF     |            |
| —     | Рабабе Арафи    | Марокко        | DNF     |            |

### Полуфиналы
Квалификационные правила: первые 5 в каждом забеге (Q) и дополнительно 2 с лучшими показанными результатами из всех забегов (q) проходят в полуфинал.

#### Полуфинал 1
| Место | Спортсмен               | НОК            | Время   | Примечание |
| ----- | ----------------------- | -------------- | ------- | ---------- |
| 1     | Фейт Кипьегон           | Кения          | 3:56.80 | Q          |
| 2     | Фревейни Хайлу          | Эфиопия        | 3:57.54 | Q          |
| 3     | Габриэла Дебюс-Стаффорд | Канада         | 3:58.28 | Q, SB      |
| 4     | Джессика Халл           | Австралия      | 3:58.81 | Q, AR      |
| 5     | Нодзоми Танака          | Япония         | 3:59.19 | Q, NR      |
| 6     | Элль Пурье Сент Пьер    | США            | 4:01.00 | Q          |
| 7     | Кристийна Мяки          | Чехия          | 4:01.23 | Q, NR      |
| 8     | Гайя Саббатини          | Италия         | 4:02.25 | PB         |
| 9     | Кэти Сноуден            | Великобритания | 4:02.93 |            |
| 10    | Мартина Галант          | Польша         | 4:06.01 |            |
| 11    | Кори МакГи              | США            | 4:10.39 | qR         |
| 12    | Катерина Гранц          | Германия       | 4:10.93 |            |
| 13    | Винни Чебет             | Кения          | 4:11.62 |            |

#### Полуфинал 2
| Место | Спортсмен           | НОК            | Время   | Примечание |
| ----- | ------------------- | -------------- | ------- | ---------- |
| 1     | Сифан Хассан        | Нидерланды     | 4:00.23 | Q          |
| 2     | Лора Мьюр           | Великобритания | 4:00.73 | Q          |
| 3     | Линден Холл         | Австралия      | 4:01.37 | Q          |
| 4     | Винни Наньондо      | Уганда         | 4:01.64 | Q          |
| 5     | Марта Перес         | Испания        | 4:01.69 | Q, PB      |
| 6     | Люсия Стаффорд      | Канада         | 4:02.12 | PB         |
| 7     | Сара Куйвасто       | Финляндия      | 4:02.35 | NR         |
| 8     | Диана Мезулианикова | Чехия          | 4:03.70 | PB         |
| 9     | Лемлем Хайлу        | Эфиопия        | 4:03.76 |            |
| 10    | Марта Пен           | Португалия     | 4:04.15 | SB         |
| 11    | Элиза Вандерелст    | Бельгия        | 4:04.86 |            |
| 12    | Хизер Маклин        | США            | 4:05.33 |            |
| 13    | Эдина Джебиток      | Кения          | 4:05.56 |            |

### Финал
| Место | Спортсмен               | НОК            | Время   | Примечание |
| ----- | ----------------------- | -------------- | ------- | ---------- |
| 1     | Фейт Кипьегон           | Кения          | 3:53.11 | OR         |
| 2     | Лора Мьюр               | Великобритания | 3:54.50 | NR         |
| 3     | Сифан Хассан            | Нидерланды     | 3:55.86 |            |
| 4     | Фревейни Хайлу          | Эфиопия        | 3:57.60 |            |
| 5     | Габриэла Дебюс-Стаффорд | Канада         | 3:58.93 |            |
| 6     | Линден Холл             | Австралия      | 3:59.01 | PB         |
| 7     | Винни Наньондо          | Уганда         | 3:59.80 | SB         |
| 8     | Нодзоми Танака          | Япония         | 3:59.95 |            |
| 9     | Марта Перес             | Испания        | 4:00.12 | PB         |
| 10    | Элль Пурье Сент Пьер    | США            | 4:01.75 |            |
| 11    | Джессика Халл           | Австралия      | 4:02.63 |            |
| 12    | Кори МакГи              | США            | 4:05.50 |            |
| 13    | Кристийна Мяки          | Чехия          | 4:11.76 |            |